# Théodore Pellerin
Théodore Pellerin, född, 13 juni 1997 i Québec, är en kanadensisk skådespelare.
Pellerin har bland annat medverkat i TV-serien Franklin. Han har även medverkat filmerna Solo och Beau Is Afraid.

## Filmografi (i urval)
- 2023 – Beau Is Afraid
- 2023 – Solo
- 2024 – Franklin (TV-serie)
- 2024 – Becoming Karl Lagerfeld (TV-serie)